# Grégoire Barrère
Grégoire Barrère (Charenton-le-Pont, 16 febbraio 1994) è un tennista francese.
Vanta come miglior ranking ATP la 49ª posizione in singolare raggiunta nel luglio 2023, mentre in doppio non è andato oltre il 161º posto dell'aprile 2021. Ha vinto diversi titoli nei circuiti minori sia in singolare che in doppio. Nel circuito maggiore non ha mai superato le semifinali.

## Carriera

### 2011- 2015, inizi da professionista
Fa le sue prime apparizioni tra i professionisti nel 2011 e comincia a giocare con continuità verso la fine del 2012; nel luglio di quell'anno disputa la sua prima finale in doppio nel torneo ITF France F11, e viene sconfitto in coppia con Lucas Pouille. Nell'agosto 2013 alza il primo trofeo da professionista al Belgium F9, sconfiggendo in finale in tre set Joris De Loore. Nell'aprile 2014 conquista il primo titolo in doppio vincendo il Greece F5 in coppia con Tristan Lamasine. Nel marzo 2015 disputa la prima finale in un torneo Challenger a Quimper, elimina tra gli altri il nº 119 del ranking Kenny De Schepper e viene sconfitto al terzo set da Benoît Paire.

### 2016, due titoli Challenger in doppio, esordio ATP
Nel 2016 disputa due finali in doppio nei Challenger, perde la prima a Nouméa e vince la seconda all'Open de Lyon assieme a Tristan Lamasine, battendo al terzo set Jonathan Eysseric / Franko Škugor. A giugno fa il suo esordio nel circuito maggiore grazie a una wild-card per il Roland Garros e viene eliminato al primo turno da David Goffin; vince invece al primo turno nel torneo di doppio assieme a Quentin Halys e vengono sconfitti al secondo. A novembre supera per la prima volta le qualificazioni in un torneo ATP a Metz ed esce di nuovo al primo turno per mano di Nikoloz Basilašvili.

### 2017- 2018, titolo Challenger in doppio e in singolare, top 200
Nel gennaio 2017 vince il torneo di doppio nel Challenger di Bangkok, il mese successivo passa le qualificazioni all'ATP di Montpellier e viene eliminato al primo turno. Non consegue altri risultati di rilievo e torna a concentrarsi nei tornei ITF. Nel marzo 2018 vince il primo torneo Challenger in singolare a Lilla sconfiggendo in finale Tobias Kamke con il punteggio di 6-1, 6-4. Due mesi più tardi viene battuto in finale da Reilly Opelka al Challenger di Bordeaux ed entra per la prima volta nella top 200 del ranking. In luglio supera le qualificazioni a Wimbledon e al primo turno perde in 4 set contro Stefanos Tsitsipas. Altri buoni risultati nei Challenger lo portano in novembre alla 138ª posizione nel ranking.

### 2019, due titoli Challenger in singolare, ingresso in top 100
Nel febbraio 2019 si aggiudica il Challenger di Quimper, superando al terzo turno il nº 73 mondiale Hubert Hurkacz, prima vittoria su un top 100, e battendo in finale Daniel Evans con il punteggio di 4-6, 6-2, 6-3. Subito dopo vince il primo incontro nel circuito maggiore a Marsiglia eliminando Jiří Veselý ma perde al secondo turno contro Stakovsky. In marzo si conferma campione a Lilla battendo in finale Yannick Maden. Al Roland Garros vince contro Matthew Ebden il suo primo incontro in una prova dello Slam, ma viene eliminato al secondo turno; nel torneo di doppio raggiunge con Quentin Halys il terzo turno. Anche a Wimbledon supera il primo turno con il successo su Aleksandr Bublik ed esce al secondo per mano di Lucas Pouille. Si ripete agli US Open battendo in cinque set Cameron Norrie e perdendo al secondo turno da David Goffin, risultato con cui fa il suo ingresso nella top 100. Il buon momento continua a Metz, dove per la prima volta si spinge fino ai quarti di finale in un torneo ATP, elimina il nº 36 del mondo Hubert Hurkacz e Antoine Hoang prima di essere sconfitto da Benoit Paire. Viene quindi battuto da Mikael Ymer nella finale del Challenger di Orleans e porta il best ranking all'80ª posizione mondiale.

### 2020- 2021, una semifinale ATP e uscita dalla top 100
A inizio 2020 vince contro Mohamed Safwat il suo primo incontro in carriera agli Australian Open e viene sconfitto al secondo turno da Guido Pella. Torna a disputare un quarto di finale ATP a Montpellier con i successi su João Sousa e sul nº 23 del mondo Grigor Dimitrov e viene sconfitto da Filip Krajinović. Dopo la lunga forzata sosta dovuta alla pandemia di COVID-19, raggiunge di nuovo il secondo turno agli US Open battendo Tarō Daniel e viene eliminato da Andrej Rublëv. Torna a mettersi in luce nel febbraio 2021 all'ATP di Montpellier, dove supera le qualificazioni e al primo turno sconfigge il nº 40 del ranking Nikoloz Basilašvili prima di essere eliminato da Roberto Bautista Agut. Il mese dopo perde contro Zizou Bergs la finale al Challenger di Lilla. Gli unici risultati di rilievo nel prosieguo della stagione sono le qualificazioni superate all'ATP di Lione e a Wimbledon e la semifinale raggiunta a Pozoblanco, durante la quale è costretto al ritiro. A ottobre scende alla 170ª posizione nel ranking.

### 2022, due titoli Challenger in singolare, discesa nel ranking e ritorno in top 100
La finale raggiunta nel gennaio 2022 al Challenger di Quimper non basta per fermare la discesa nel ranking, in aprile esce dalla top 200 e a maggio scende alla 247ª posizione. Si risolleva subito con la finale disputata al Challenger di Aix-en-Provence, rientra nella top 200 raggiungendo il secondo turno al Roland Garros e a luglio arriva in finale anche al Challenger di Pozoblanco. A settembre sconfigge il nº 52 del ranking Oscar Otte al torneo ATP di Metz ed esce di scena al secondo turno. Il mese successivo vince il suo primo titolo in singolare dopo tre anni e mezzo al Challenger 125 di Orléans superando in tre set in finale Quentin Halys. Si ripete a fine mese vincendo il Brest Challenger con il successo in finale su Luca Van Assche e a fine torneo rientra nella top 100 25 mesi dopo che ne era uscito.

### 2023, un titolo Challenger, una semifinale ATP e top 50
Continua a risalire nel ranking a inizio 2023 con il secondo turno raggiunto all'ATP di Auckland dopo che al primo turno aveva eliminato John Isner. Eliminato al turno di esordio agli Australian Open, a fine gennaio sconfigge Arthur Fils in finale al Challenger 125 di Quimper, successo che dopo oltre tre anni gli garantisce il nuovo best ranking al 76º posto mondiale. Torna a disputare un quarto di finale ATP a Montpellier e perde contro il nº 9 del mondo Holger Rune dopo due tie-break. Raggiunge il secondo turno all'ATP 500 di Rotterdam, al termine del quale porta il best ranking al 58º posto mondiale, e al 250 di Marsiglia. Entra per la prima volta nel tabellone principale di un Masters 1000 a Indian Wells ed esce al primo turno. Al successivo Masters di Miami si spinge fino al terzo turno con la vittoria sul nº 12 del mondo Cameron Norrie e viene eliminato da Christopher Eubanks.
Esce al terzo turno anche agli Internazionali d'Italia per mano di Francisco Cerúndolo dopo i successi su Brandon Nakashima e sul nº 11 ATP Karen Chačanov, e a fine torneo sale al 55º posto mondiale. Sconfitto all'esordio all'Open di Francia, torna a disputare una semifinale ATP a Eastbourne e viene sconfitto da Tommy Paul dopo aver eliminato tra gli altri Nicolas Jarry, risultati con cui sale alla 49ª posizione del ranking. Sconfitto al secondo turno a Wimbledon, vince solo uno dei cinque match disputati nella trasferta americana di fine estate, e tra le eliminazioni al primo turno c'è quella agli US Open. Nel finale di stagione disputa una semifinale Challenger e raggiunge due volte il secondo turno nei tornei ATP.

### 2024, una semifinale ATP, discesa nel ranking
Nei primi mesi del 2024 non va oltre il secondo turno nei tornei ATP e i quarti di finale nei Challenger, e già a fine gennaio esce dalla top 100. Ad aprile supera le qualificazioni all'ATP del Romanian Open e si spinge fino alle semifinali con i successi sul nº 26 ATP Sebastian Korda e su Pedro Martinez prima di essere eliminato da Mariano Navone. Supera le qualificazioni e perde al primo turno agli Internazionali d'Italia e all'Open di Francia, mentre esce in semifinale al Challenger di Bordeaux dopo aver eliminato Andy Murray. Il momento negativo prosegue nei mesi successivi. A fine anno raggiunge due semifinali Challenger e supera le qualificazioni nel torneo ATP Moselle Open, uscendo poi al primo turno. A novembre scende al 170º posto in una stagione iniziata all'84º.

### 2025
All'esordio stagionale perde la finale al Nonthaburi Challenger contro Aslan Karacev.

## Statistiche
Aggiornate al 3 ottobre 2025.

### Tornei minori

#### Singolare

##### Vittorie (11)
| Legenda tornei minori |
| Challenger (5)        |
| Futures (6)           |

| N. | Data            | Torneo                                     | Superficie  | Avversario in finale | Punteggio     |
| 1. | 25 marzo 2018   | Play In Challenger, Lilla                  | Cemento (i) | Tobias Kamke         | 6-1, 6-4      |
| 2. | 2 febbraio 2019 | Open Quimper Bretagne, Quimper             | Cemento (i) | Daniel Evans         | 4-6, 6-2, 6-3 |
| 3. | 24 marzo 2019   | Play In Challenger, Lilla                  | Cemento     | Yannick Maden        | 6-2, 4-6, 6-4 |
| 4. | 2 ottobre 2022  | Open d'Orleans, Orléans                    | Cemento (i) | Quentin Halys        | 4-6, 6-3, 6-4 |
| 5. | 30 ottobre 2022 | Brest Challenger, Brest                    | Cemento (i) | Luca Van Assche      | 6-3, 6-3      |
| 6. | 29 gennaio 2023 | Open Quimper Bretagne Occidentale, Quimper | Cemento (i) | Arthur Fils          | 6-1, 6-4      |

##### Sconfitte in finale (12)
| Legenda tornei minori |
| Challenger (8)        |
| Futures (4)           |

| N.  | Data              | Torneo                                           | Superficie  | Avversario in finale | Punteggio        |
| 1.  | 8 marzo 2015      | Open Quimper Bretagne, Quimper                   | Cemento (i) | Benoît Paire         | 4-6, 6-3, 4-6    |
| 2.  | 20 maggio 2018    | Tournoi International de Bordeaux, Bordeaux      | Terra rossa | Reilly Opelka        | 7–6(5), 4-6, 5-7 |
| 3.  | 29 settembre 2019 | Open D'Orleans, Orleans                          | Cemento (i) | Mikael Ymer          | 3-6, 5-7         |
| 4.  | 28 marzo 2021     | Play In Challenger, Lilla                        | Cemento (i) | Zizou Bergs          | 6-4, 1-6, 6(5)–7 |
| 5.  | 30 gennaio 2022   | Open Quimper Bretagne, Quimper                   | Cemento (i) | Vasek Pospisil       | 4-6, 6-3, 1-6    |
| 6.  | 8 maggio 2022     | Open du Pays d'Aix, Aix-en-Provence              | Terra rossa | Benjamin Bonzi       | 2-6, 4-6         |
| 7.  | 24 luglio 2022    | Open Diputación Ciudad de Pozoblanco, Pozoblanco | Cemento     | Constant Lestienne   | 0-6, 6(3)–7      |
| 12. | 4 gennaio 2025    | Nonthaburi Challenger, Nonthaburi                | Cemento     | Aslan Karacev        | 65-7, 5-7        |

#### Doppio

##### Vittorie (11)
| Legenda tornei minori |
| Challenger (5)        |
| Futures (6)           |

| N. | Data            | Torneo                                      | Superficie  | Compagno          | Avversari in finale                | Punteggio           |
| 1. | 11 giugno 2016  | Open de Lyon, Lione                         | Terra rossa | Tristan Lamasine  | Jonathan Eysseric Franko Škugor    | 2-6, 6-3, [10-6]    |
| 2. | 7 gennaio 2017  | Bangkok Challenger, Bangkok                 | Cemento     | Jonathan Eysseric | Yūichi Sugita Wu Di                | 6-3, 6-2            |
| 3. | 4 maggio 2019   | Tournoi International de Bordeaux, Bordeaux | Terra rossa | Quentin Halys     | Romain Arneodo Hugo Nys            | 6-4, 6-1            |
| 4. | 7 novembre 2020 | Internazionali Città di Parma, Parma        | Cemento (i) | Albano Olivetti   | Sadio Doumbia Fabien Reboul        | 6-2, 6-4            |
| 5. | 30 gennaio 2021 | Open Quimper Bretagne, Quimper              | Cemento (i) | Albano Olivetti   | James Cerretani Marc-Andrea Hüsler | 5-7, 7–6(7), [10-8] |

##### Sconfitte in finale (10)
| Legenda tornei minori |
| Challenger (2)        |
| Futures (8)           |

| N. | Data           | Torneo                                       | Superficie  | Compagno         | Avversari in finale                     | Punteggio           |
| 1. | 8 gennaio 2016 | Internationaux de Nouvelle-Calédonie, Nouméa | Cemento     | Tristan Lamasine | Julien Benneteau Édouard Roger-Vasselin | 6(4)–7, 6-3, [5-10] |
| 2. | 17 aprile 2021 | Split Open II, Spalato                       | Terra rossa | Albano Olivetti  | Szymon Walków Jan Zieliński             | 2-6, 5-7            |

## Risultati in progressione
| Sigla | Risultato               |
| ----- | ----------------------- |
| V     | Vincitore               |
| F     | Finalista               |
| SF    | Semifinalista           |
| O     | Oro olimpico            |
| A     | Argento olimpico        |
| SF    | Bronzo olimpico         |
| QF    | Quarti di Finale        |
| 4T    | Quarto turno            |
| 3T    | Terzo turno             |
| 2T    | Secondo turno           |
| 1T    | Primo turno             |
| RR    | Round Robin             |
| LQ    | Turno di qualificazione |
| A     | Assente                 |
| ND    | Non disputato           |

| Legenda superfici    |
| -------------------- |
| Cemento              |
| Terra battuta        |
| Erba                 |
| Superficie variabile |

### Singolare
| Tornei Grande Slam         |     |     |               |               |               |               |     |               |               |     |      |
| Australian Open, Melbourne | A   | Q1  | A             | A             | Q2            | 2T            | A   | Q1            | 1T            | 1T  | 1-3  |
| Roland Garros, Parigi      | Q1  | 1T  | Q1            | 1T            | 2T            | 1T            | 1T  | 2T            | 1T            | 1T  | 2-8  |
| Wimbledon, Londra          | A   | Q2  | A             | 1T            | 2T            | ND            | 1T  | Q1            | 2T            |     | 2-4  |
| US Open, New York          | A   | Q1  | A             | Q2            | 2T            | 2T            | A   | Q2            | 1T            |     | 2-3  |
| Vittorie-Sconfitte         | 0-0 | 0-1 | 0-0           | 0-2           | 3-3           | 2-3           | 0-2 | 1-1           | 1-4           | 0-2 | 7-18 |
| Giochi Olimpici            |     |     |               |               |               |               |     |               |               |     |      |
| Giochi Olimpici            | ND  | A   | Non disputati | Non disputati | Non disputati | Non disputati | A   | Non disputati | Non disputati |     | 0-0  |
| Vittorie-Sconfitte         | ND  | 0-0 | Non disputati | Non disputati | Non disputati | Non disputati | 0-0 | Non disputati | Non disputati | 0-0 | 0-0  |

### Doppio
| Tornei Grande Slam         |     |     |               |               |               |               |     |               |               |     |     |
| Australian Open, Melbourne | A   | A   | A             | A             | A             | 2T            | A   | A             | A             | A   | 1-1 |
| Roland Garros, Parigi      | A   | 2T  | 1T            | A             | 3T            | 1T            | 1T  | A             | A             |     | 3-5 |
| Wimbledon, Londra          | A   | A   | A             | A             | A             | ND            | A   | A             | 1T            |     | 0-1 |
| US Open, New York          | A   | A   | A             | A             | A             | A             | A   | A             | 2T            |     | 1-1 |
| Vittorie-Sconfitte         | 0-0 | 1-1 | 0-1           | 0-0           | 2-1           | 1-2           | 0-1 | 0-0           | 1-2           | 0-0 | 5-8 |
| Giochi Olimpici            |     |     |               |               |               |               |     |               |               |     |     |
| Giochi Olimpici            | ND  | A   | Non disputati | Non disputati | Non disputati | Non disputati | A   | Non disputati | Non disputati |     | 0-0 |
| Vittorie-Sconfitte         | ND  | 0-0 | Non disputati | Non disputati | Non disputati | Non disputati | 0-0 | Non disputati | Non disputati |     | 0-0 |